# Ophirion communis
Ophirion communis är en kräftdjursart som beskrevs av Por 1967. Ophirion communis ingår i släktet Ophirion och familjen Canthocamptidae. Inga underarter finns listade i Catalogue of Life.